# Chantal Mathieu
 (janvier 2021).
Chantal Mathieu est une harpiste franco-suisse, enseignante vaudoise.

## Biographie
Chantal Mathieu est née à Lille le 3 novembre 1951. Elle commence l'étude du solfège à l'âge de 6 ans au Conservatoire de Lille et, un an plus tard, elle démarre conjointement le piano avec Madame Depatte et la harpe avec Marie-Astrid Auffray. En 1964, elle entre au Conservatoire National Supérieur de Musique de Paris (CNSMP) dans la classe de harpe de Jacqueline Borot, et le jury lui décerne en 1966, à 14 ans, le premier Prix de harpe à l'unanimité. De 1969 à 1974, elle étudie au CNSMP l'harmonie avec Roger Boutry, le contrepoint avec Alain Weber et Bernard de Crépy, et la musique de chambre avec Christian Lardé (3ème cycle de perfectionnement). Dès 1970, elle commence une carrière de concertiste. Parallèlement, elle est harpiste solo de l'ensemble Pupitre 14 à Amiens, entre 1972 et 1974, avant de partir pour le nord de l'Allemagne. Elle y restera 3 ans, comme professeur de harpe à la Musikhochschule et à la Musikschule de Hambourg,et comme harpiste solo au Norddeutscher Rundfunk Sinfonieorchester Hamburg, avant de se marier et de s'installer en Suisse romande, à Genève, en 1977.
Chantal Mathieu est engagée en 1977 au Conservatoire de musique de Lausanne, qui devient la Haute école de musique de Lausanne. Elle y enseigne la harpe et la musique de chambre pendant 34 ans. Figure marquante de l'institution, elle est nommée doyenne des classes de musique de chambre entre 1993 et 1995, et responsable de l'Atelier contemporain entre 1994 et 1996. Elle enseigne également à la Escuela Superior de Musica de Catalunya (ESMUC) entre 2001 et 2004, et donne des master classes aux quatre coins du monde (Conservatoire Tchaikovsky de Moscou, Royal Music College et Royal Music Academy de Londres, Conservatoire de Pékin, CNSM de Paris et Lyon, Conservatoires de Mexico, Rio de Janeiro, Madrid...). 
En parallèle à son parcours dans l'enseignement, Chantal Mathieu mène une brillante carrière de concertiste et se produit en soliste avec les orchestres les plus prestigieux: Philharmonique de Berlin, Orchestre de la Suisse romande (OSR), Orchestre de chambre de Lausanne (OCL), Nagoya Symphonic Ochstra, Seiji Osawa Mito Chamber Orchestra, ou encore le Kol Orchestra de Jerusalem. Elle affectionne tout spécialement la musique de chambre et donne de nombreux récitals, notamment avec l'ensemble Contrechamps de Genève. Sa discographie compte plus de vingt albums parus sous différents labels.
Chantal Mathieu a reçu de nombreuses distinctions: premier prix du Concours international de harpe d'Israël en 1970, prix de la Radio suisse romande en 1974, deuxième prix du Concours international de Genève également en 1974, et enfin premier prix de la Guilde des solistes de Paris en 1976 et prix Claude DEBUSSY pour la meilleure interprétation de ses Danses sacrée et profane.
Passionnée par la découverte et la transcription de nouvelles œuvres pour son instrument, elle fonde en 1994 les Éditions "Georg Musique, Genève". 
Elle est membre fondatrice de l'Association suisse de la harpe (1988) puis présidente de 1990 à 1996. Elle est également choisie par le World Harps Congress pour organiser le 8e Congrès mondial de la Harpe, événement qui réunit près de 1000 harpistes à Genève en 2002.
Entre 2013 et 2015, elle suit une formation en Médecine des Arts à Paris, et obtient son Diplôme avec la thèse "Extensions de pédales pour harpe classique, une démarche ergonomique née de la pratique musicale".

## Sources
- « Chantal Mathieu », sur la base de données des personnalités vaudoises sur la plateforme « Patrinum » de la Bibliothèque cantonale et universitaire de Lausanne.
- Sykes, Julian, « Genève, capitale passagère de la harpe », Le Temps, no 1395, 2002/07/29.